# 에치미아진
에치미아진(아르메니아어: Էջմիածին)은 아르메니아에서 네 번째로 큰 도시이다. 예레반(아르메니아의 수도)에서 서쪽으로 20km 정도 떨어진 곳에 위치한 종교 도시로, 아르마비르 주에서 가장 큰 도시이다. 1989년 인구조사에서 61,000명, 2001년 인구조사에서 56,388명, 2008년 인구조사에서 52,757명(추산)을 기록하면서 인구가 점차 줄어들고 있다.
기원전 4세기 또는 기원전 3세기부터 '바르트케사반(Վարդգէսաւան)'이라는 이름으로 처음 등장한다. 파르티아 제국의 국왕 바가르시 1세(Վաղարշ, 117 ~ 140)가 바가르샤파트(Վաղարշապատ)라는 이름을 붙여주었으며 이 이름은 현재도 이 곳의 정식 명칭으로 남아 있다. 그 후 에치미아진은 아르메니아의 수도가 되었고 4세기까지 아르메니아에서 가장 큰 도시로 남아 있었다.

## 기후
| Vagharshapat의 기후      | Vagharshapat의 기후 | Vagharshapat의 기후 | Vagharshapat의 기후 | Vagharshapat의 기후 | Vagharshapat의 기후 | Vagharshapat의 기후 | Vagharshapat의 기후 | Vagharshapat의 기후 | Vagharshapat의 기후 | Vagharshapat의 기후 | Vagharshapat의 기후 | Vagharshapat의 기후 | Vagharshapat의 기후 |
| 월                       | 1월                 | 2월                 | 3월                 | 4월                 | 5월                 | 6월                 | 7월                 | 8월                 | 9월                 | 10월                | 11월                | 12월                | 연간                |
| ------------------------ | ------------------- | ------------------- | ------------------- | ------------------- | ------------------- | ------------------- | ------------------- | ------------------- | ------------------- | ------------------- | ------------------- | ------------------- | ------------------- |
| 일평균 최고 기온 °C (°F) | 1.6 (34.9)          | 4.4 (39.9)          | 11.6 (52.9)         | 19.0 (66.2)         | 24.4 (75.9)         | 28.8 (83.8)         | 33.1 (91.6)         | 32.5 (90.5)         | 28.4 (83.1)         | 20.5 (68.9)         | 12.4 (54.3)         | 4.9 (40.8)          | 18.5 (65.2)         |
| 일일 평균 기온 °C (°F)   | −2.9 (26.8)         | −0.5 (31.1)         | 5.9 (42.6)          | 12.5 (54.5)         | 17.4 (63.3)         | 21.4 (70.5)         | 25.4 (77.7)         | 25.0 (77.0)         | 20.4 (68.7)         | 13.5 (56.3)         | 6.8 (44.2)          | 0.6 (33.1)          | 12.1 (53.8)         |
| 일평균 최저 기온 °C (°F) | −7.3 (18.9)         | −5.3 (22.5)         | 0.2 (32.4)          | 6.1 (43.0)          | 10.5 (50.9)         | 14.1 (57.4)         | 17.8 (64.0)         | 17.5 (63.5)         | 12.4 (54.3)         | 6.5 (43.7)          | 1.2 (34.2)          | −3.6 (25.5)         | 5.8 (42.5)          |
| 평균 강수량 mm (인치)    | 20 (0.8)            | 22 (0.9)            | 27 (1.1)            | 36 (1.4)            | 51 (2.0)            | 29 (1.1)            | 16 (0.6)            | 12 (0.5)            | 14 (0.6)            | 29 (1.1)            | 25 (1.0)            | 20 (0.8)            | 301 (11.9)          |
| 출처: Climate-Data.org   |                     |                     |                     |                     |                     |                     |                     |                     |                     |                     |                     |                     |                     |

## 종교도시
아르메니아 정교회의 가톨리코스가 거주하고 있어서 아르메니아 정교회의 총본산으로 여겨진다. 따라서 비공식적으로 "성스러운 도시(holy city)" (սուրբ քաղաք)로 알려져 있다.
에치미아진 대성당은 세계에서 가장 오래된 대성당으로, 301년부터 303년까지 계몽자 그레고리오에 의해 건설되었으며 아르메니아는 이 때부터 세계 최초로 기독교를 국교로 정한 국가가 된다. 에치미아진 교회군은 유네스코가 지정한 세계유산으로 선정되기도 하였다.

## 같이 보기
- 아르메니아 정교회